# Perisama tringa
Perisama tringa är en fjärilsart som beskrevs av Achille Guenée 1872. Perisama tringa ingår i släktet Perisama och familjen praktfjärilar. Inga underarter finns listade i Catalogue of Life.